# Johann de Ponte
Johann de Ponte (geb. vor 1332; gest. nach 1348) war 1345–1347 Domherr zu Lübeck.

## Leben
Johann de Ponte, latinisiert für van/von der Brugge, wurde 1332 mit dem Kanonikat und einer Präbende des Domkapitels Schwerin providiert, in deren Besitz er sich noch 1345 befand. Eventuell war er identisch mit dem am 1. November 1333 genannten gleichnamigen Lektor zu Kyritz.
Von 1345 bis zum 1. März 1347 war Johann de Ponte Domherr zu Lübeck.
An der Universität Bologna war Johann von 1345 bis 1348 immatrikuliert.